# جولی کالینز
جولی کالینز (به انگلیسی: Joely Collins) (زاده ۸ اوت ۱۹۷۲)، بازیگر کانادایی است.
از فیلم‌های معروف او می‌توان به بازی در فیلم برش نهایی اشاره کرد.
او فرزند خواننده انگلیسی فیل کالینز است.